# Marché international de Yiwu

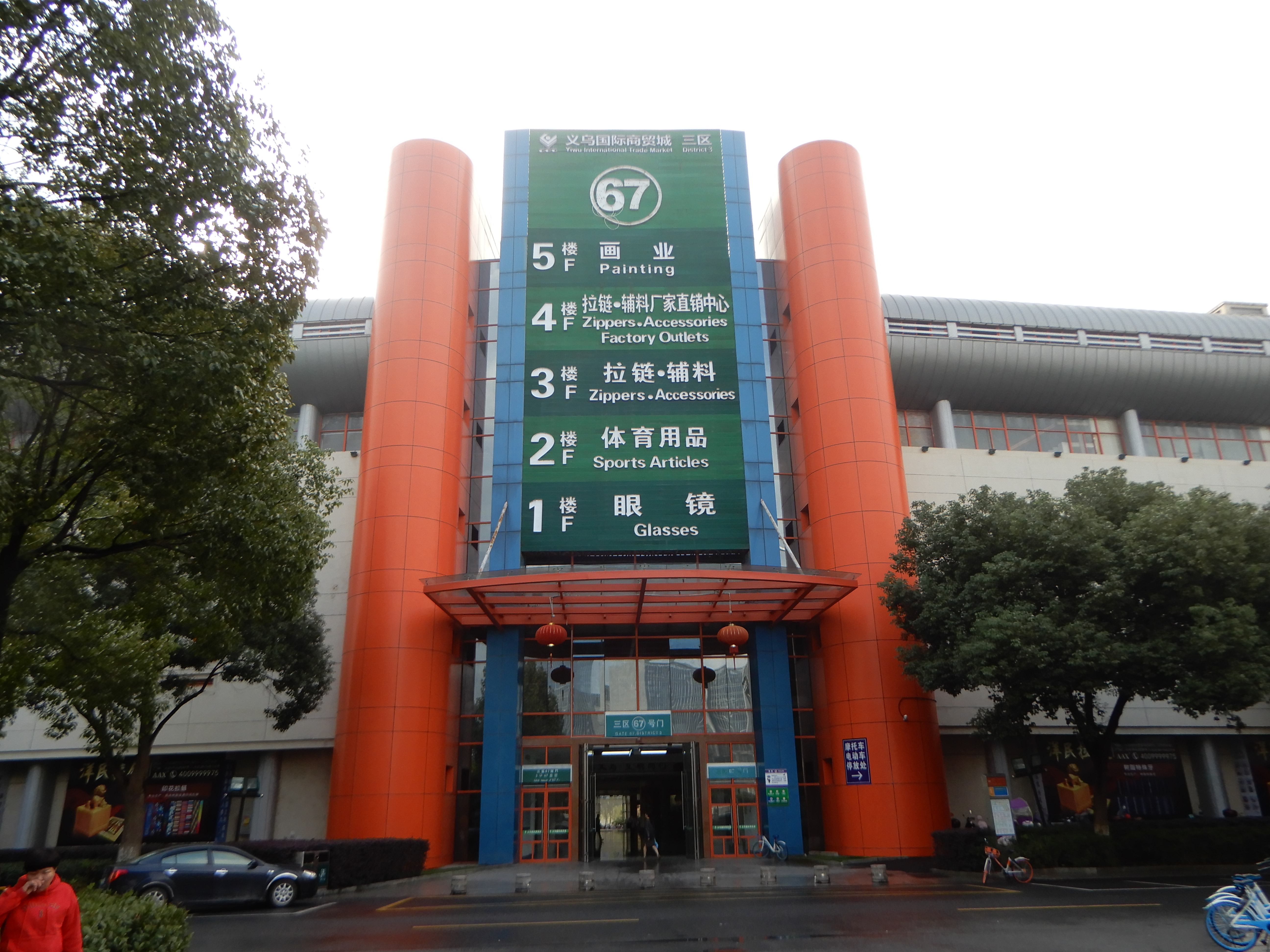
La porte 67 du 3ème district du marché international de Yiwu.

Le marché international de Yiwu (mandarin : 义乌国际商贸城), situé dans la ville de Yiwu, dans la province du Zhejiang en Chine, est l'un des plus grands centres de commerce de gros au monde. Connu sous les noms anglais de Yiwu Market ou Yiwu International Trade City, ce vaste complexe est souvent surnommé le « supermarché du monde » en raison de l'immense variété de produits qu'il propose, allant des articles de décoration et jouets aux textiles, outils et produits électroniques. Fondé au début des années 1980 dans le cadre de l'essor économique de la Chine, le marché s'est rapidement imposé comme un pôle majeur pour les importateurs et les distributeurs internationaux, attirant des acheteurs de plus de 200 pays.
Organisé en plusieurs districts spécialisés, le marché couvre une superficie totale de plusieurs millions de mètres carrés et abrite des dizaines de milliers de stands. Sa structure unique permet aux acheteurs de trouver des produits à bas coût grâce à des liens directs avec des fabricants locaux, tout en offrant des services logistiques et d'exportation facilitant les échanges internationaux. Ce modèle en fait un acteur central du commerce mondial des biens de consommation, avec un rôle stratégique dans les chaînes d'approvisionnement mondiales.
Malgré son succès, le marché international de Yiwu est parfois critiqué pour son impact environnemental et la qualité variable des produits proposés. Néanmoins, il reste une vitrine de la puissance économique chinoise et de son rôle dans la mondialisation. Yiwu est aujourd'hui un symbole du dynamisme commercial de la Chine, attirant non seulement des professionnels du commerce mais aussi des chercheurs et observateurs curieux d'étudier ce microcosme unique du commerce global.

## Histoire
Au début des années 1980, Yiwu est un comté rural pauvre, historiquement connu pour ses petits commerçants, qui échangeaient principalement du sucre contre des plumes de poulet sous la dynastie Qing. Cependant, le Parti communiste chinois a interdit cette pratique en tant qu'« activité capitaliste » après avoir pris le pouvoir en 1949. Bien que le gouvernement ait initié la politique de réforme et ouverture en 1978, la vente de biens à but lucratif par des citoyens privés était toujours interdite en pratique[réf. souhaitée].
En avril 1982, Xie Gaohua (en) est nommé secrétaire du Parti de Yiwu. Un mois après son arrivée, une vendeuse de rue nommée Feng Aiqian (冯爱倩) se plaint auprès de lui que ses marchandises sont régulièrement confisquées par les autorités du comté et demande pourquoi elle n'est pas autorisée à vendre des biens pour subvenir aux besoins de sa famille pauvre. Après leur conversation, Xie se rend à Wenzhou, la première ville chinoise à autoriser les entreprises privées, pour effectuer des recherches et décide que la création d'un marché libre est compatible avec les politiques nationales.
En septembre 1982, Xie annonce la création du marché de Huqingmen (湖清门市场) à Yiwu sous la directive des « quatre permissions » : permissions pour les agriculteurs d'entrer en ville, de faire des affaires, de s'engager dans le commerce de longue durée et de concurrencer à la fois les entreprises d'État et les individus privés C'est la première fois dans la République populaire de Chine qu'un gouvernement local légalise un marché libre pour les agriculteurs.
Lorsque le marché ouvre en novembre 1982, il ne comprend que quelques centaines d'étals et de stands, mais il devient rapidement très populaire et se développe rapidement. En 1983, le gouvernement du comté dépense 580 000 yuans (293 567 dollars US) pour construire un nouveau marché composé de stands. À la fin de cette année, il y a plus de 1 000 vendeurs proposant plus de 3 000 produits, la plupart provenant de l'extérieur de Yiwu.
En octobre 1984, Xie propose une nouvelle stratégie de développement pour Yiwu, avec le commerce de marché comme industrie pilier. Bien qu'il soit transféré hors du comté peu de temps après, le marché de Yiwu continue sa croissance rapide et est reconstruit et agrandi plusieurs fois. Le nombre de stands de marché dépasse 10 000 en 1991. En 2005, la Banque mondiale l'appelle « le plus grand marché de petites marchandises au monde, », et en 2013, il attire plus de 20 000 clients par jour du monde entier et vend pour 11 milliards de dollars US de marchandises annuellement.
Le volume quotidien des transactions atteint des sommets impressionnants, avec plus de 1,7 million de types de produits différents commercialisés. Le marché attire chaque année plus de 500 000 acheteurs étrangers venus de plus de 200 pays et régions. Les transactions annuelles dépassent désormais les 50 milliards de dollars américains. L'infrastructure du marché s'est considérablement modernisée ces dernières années, intégrant des technologies numériques avancées. Un système de commerce électronique permet désormais aux acheteurs de passer des commandes en ligne et de visualiser les produits à distance. Des services logistiques sophistiqués assurent l'expédition des marchandises vers les destinations internationales.
Le marché joue également un rôle crucial dans l'initiative de la Nouvelle route de la soie de la Chine. Il est devenu un hub logistique majeur pour le transport ferroviaire de marchandises entre la Chine et l'Europe, avec des trains réguliers reliant Yiwu à plusieurs villes européennes. Cette connexion a renforcé son importance stratégique dans le commerce international.

## Disposition

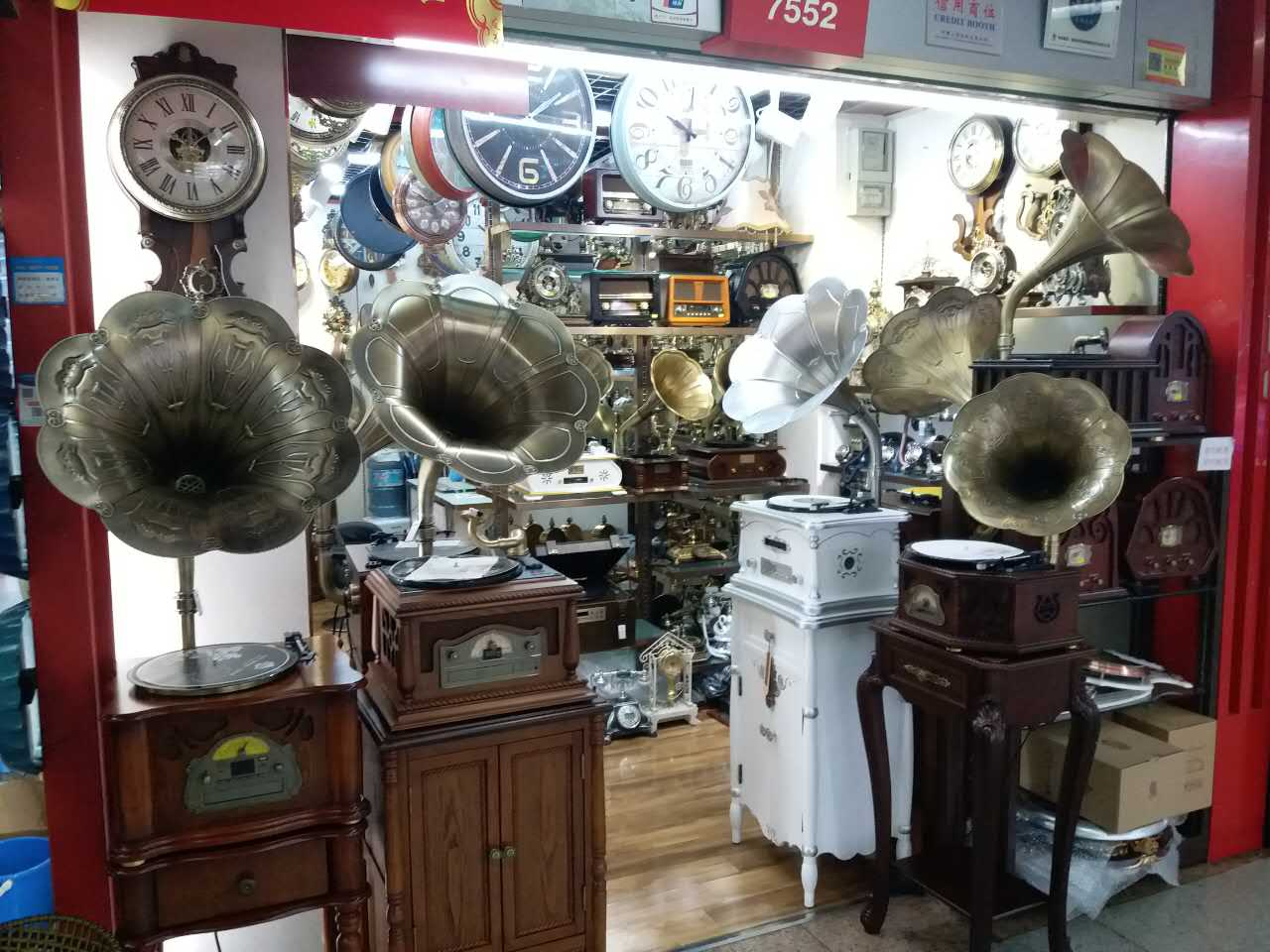
Étal de gramophones antiques dans le marché de Yiwu.

Le marché est divisé en 5 districts couvrant une superficie de 4 millions de mètres carrés pour 75 000 stands où 100 000 fournisseurs présentent 400 000 types de produits. Les produits proviennent d'environ 40 industries et incluent 2 000 différentes catégories de marchandises.
Étant donné sa taille et la variété des stands vendant différents articles, le marché est un vaste labyrinthe. Un photographe documentant le marché a déclaré à CNN : « J'ai passé un total de quatre jours à marcher constamment dans Yiwu et je ne dirais pas que je suis près d'avoir vu tous les stands ».

### District 1
La construction initiale du premier complexe du marché commence en 2001 et ouvre le 22 octobre 2002. Le District 1 couvre une superficie de 340 000 m² accueillant 9 000 stands et plus de 10 500 entreprises. Le complexe a coûté 700 millions de yuans à construire.

### District 2
Le District 2 (F & G) ouvre le 22 octobre 2004, offrant plus de 600 000 m² d'espace au sol pour plus de 8 000 stands et 10 000 entreprises.

### District 3/4
La construction du district se fait en deux phases. La première phase se termine en octobre 2008, tandis que la deuxième phase est achevée le 21 octobre 2008. Il couvre une superficie de 560 000 m² avec 1 739 000 m² d'espace au sol à l'intérieur du complexe. Le bâtiment offre de la place pour 14 000 stands.

### District 5
Le 5 mai 2011, le District 5 est achevé à un coût de 1,42 milliard de yuans. Haut de 5 étages avec 2 étages souterrains, il couvre une superficie de 640 000 m², offrant de l'espace pour plus de 7 000 stands et magasins.

## Critiques
Malgré son succès commercial indéniable, le marché international de Yiwu fait l'objet de plusieurs critiques récurrentes. La question de la qualité des produits constitue l'une des principales préoccupations. De nombreux acheteurs et observateurs internationaux ont signalé la présence de marchandises de qualité variable, parfois en deçà des standards internationaux. La problématique de la contrefaçon et du non-respect des droits de propriété intellectuelle représente également un défi majeur. Bien que les autorités aient renforcé les contrôles, des cas de violation de marques déposées et de copies illégales sont régulièrement signalés. Cette situation a conduit plusieurs grandes marques internationales à exercer une surveillance accrue sur le marché. Les conditions de travail au sein du marché soulèvent aussi des interrogations. Des rapports d'ONG ont mis en lumière des horaires de travail excessifs pour certains vendeurs et employés, ainsi que des problèmes de sécurité liés à la densité des stands et au stockage des marchandises.
L'impact environnemental du marché fait l'objet de critiques croissantes. La production massive de biens de consommation, souvent à usage unique ou de courte durée, ainsi que l'empreinte carbone liée au transport international des marchandises, soulèvent des questions sur la durabilité du modèle économique de Yiwu. Les tensions géopolitiques récentes ont également mis en évidence la vulnérabilité du marché. Les fluctuations des relations commerciales internationales, notamment entre la Chine et certains pays occidentaux, ont parfois perturbé les échanges et créé des incertitudes pour les commerçants et les acheteurs.